# ボーデン・クラシック
ボーデン・クラシック（Borden Classic）は、1965年から1978年までLPGAツアーの公式トーナメントであった。オハイオ州コロンバス地域の複数のコースで開催された。

## 開催コース
| 年           | コース名                                 | 都市       |
| ------------ | ---------------------------------------- | ---------- |
| 1965、1967年 | ウォルナッツ・ヒルズ・カントリー・クラブ | コロンバス |
| 1966年       | ストーニー・クリーク・カントリー・クラブ | コロンバス |
| 1968-71年    | レイモンド・メモリアル・ゴルフ・コース   | コロンバス |
| 1972-78年    | リビエラ・カントリー・クラブ             | ダブリン   |

## 優勝者
ボーデン・クラシック
- 1978年: ジョアン・カーナー
- 1977年: ジョアン・カーナー
- 1976年: ジュディ・ランキン
- 1975年: キャロル・マン

LPGAボーデン・クラシック
- 1974年: シャロン・ミラー（英語版）

パブスト・レディース・クラシック
- 1973年: ジュディ・ランキン
- 1972年: マリリン・スミス

レン・イムケ・ビュイック・オープン
- 1971年: サンドラ・ヘイニー
- 1970年: メアリー・ミルズ

パブスト・レディース・クラシック
- 1969年: スージー・バーニング
- 1968年: キャロル・マン

レディ・カーリング・オープン
- 1967年: キャシー・ウィットワース
- 1966年: クリフォード・アン・クリード（英語版）

レディ・カーリング・ミッドウェスト・オープン
- 1965年: キャシー・ウィットワース